# Aliartos
Aliartos o Aliarto (in greco Αλίαρτος?) è un comune della Grecia situato nella periferia della Grecia Centrale (unità periferica della Beozia) nei pressi della palude Copaide di 11 686 abitanti secondo i dati del censimento 2001.
A seguito della riforma amministrativa detta Programma Callicrate in vigore dal gennaio 2011 che ha abolito le prefetture e accorpato numerosi comuni, la superficie del comune è ora di 257 km² e la popolazione è passata da 6 351 a 11 686 abitanti.

## Storia
Nei pressi di Aliartos sorgeva l'antica città di Aliarto che, rasa al suolo dai Romani nel 171 a.C. nel corso della terza guerra macedonica, non fu più ricostruita. L'acropoli della città antica era situata su una collina non molto elevata, a ovest della città moderna, tra la strada che collega il nord e il sud della Grecia e la ferrovia.